# Entlüftungsschraube

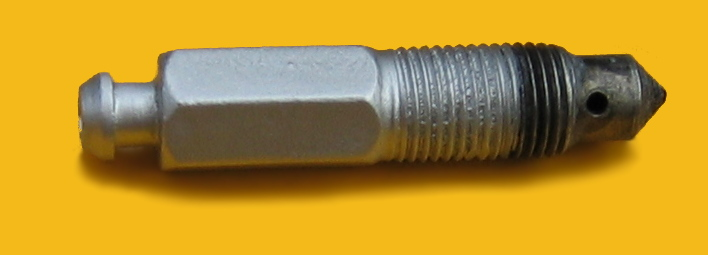
Entlüftungsschraube eines Hydraulikzylinders. Ihre Länge ist von der Bedienbarkeit abhängig.

Eine Entlüftungsschraube oder Entlüfterschraube ist ein von Wartungstechnikern manuell betätigtes Ventil in Form einer Schraube, über die Luft und alte Flüssigkeit aus hydraulischen Systemen abgelassen werden.
Die Schraube ist am unteren Ende kegelförmig, um das Gefäß abzudichten, das die Hydraulikflüssigkeit enthält. Ihr Gewinde ist vorzugsweise gehärtet, ihr Fuß normalerweise weich, um besser abzudichten. Der Kopf ist mit einer Bohrung versehen, die den Austritt von Gasen und Flüssigkeiten ermöglicht. Meist ist es eine Sechskantschraube mit einem drehbaren Schlauchanschluss in Form eines Nippels am Kopf. Der Entlüftungskanal ist ein rechtwinkliger Kanal in der Entlüftungsschraube aus zwei Bohrungen. Die eine befindet sich seitlich zwischen Kegel und Gewinde, die andere führt als Rohr durch den Schaft der Schraube auf den Nippel am Kopf. Entlüftungsschrauben werden nur mit geringen in Wartungsunterlagen genau beschriebenen Drehmomenten angezogen. Höhere Drehmomente führen zu Beschädigungen am Gefäß und damit zum Ausfall der Hydraulik.
Verwendet werden Entlüftungsschrauben an Fahrzeugbremsen von Motorrad und Auto und hochwertigen Fahrrädern mit Hydraulikbremsen. Zum Wechsel der Bremsflüssigkeit, die wegen ihrer hygroskopischen Eigenschaften und des Abriebs gewechselt werden muss, wird der Nippel der Entlüfterschraube mit einem Entlüftungsgerät per Schlauch verbunden. Über das mit Pressluft betriebene Entlüftungsgerät werden die alte Flüssigkeit und Luft über den Venturi-Effekt aus dem Bremssystem abgesaugt, während neue Flüssigkeit nachgefüllt wird und hinterherströmt. Entlüftungsschrauben gibt es an jedem Bremssattel, Bremszylinder und an weiteren hydraulischen Komponenten mit Leitungsenden im System wie dem Antiblockiersystem (ABS).
Hydraulisch betätigte Kupplungen an Schaltgetrieben werden am Nehmerzylinder entlüftet. Bei einigen Fahrzeugen haben Kupplung und Bremse denselben Vorratsbehälter für die gemeinsam benutzte Hydraulikflüssigkeit.
Bei Fahrrädern sind zum Anziehen der Entlüftungsschrauben Drehmomente von 4 bis 6 Nm üblich, bei PKWs überwiegend unter 10 Nm, meistens nur 6 Nm.
Seit einigen Jahren sind weitere, teilweise patentierte Konzepte zu Entlüftungsschrauben bekannt.
Diese finden ebenso in der Hochdruckhydraulik ihre Anwendung. Eine Variante dieser Schrauben wurde dahingehend konzipiert, dass auch ein – unter Druck stehendes System – entlüfet werden kann, ohne z. B. die weiche Dichtung einer Verschlussschraube zu beschädigen. Da diese Schrauben vorzugsweise aus Edelstahl hergestellt sind, können diese auch gut für aggressive Medien verwendet werden. Hierbei handelt es sich um eine, in die Kontur einer handelsüblichen Verschlussschraube integrierte innenliegende Verschlussschraube, welche mit einem Linksgewinde ausgestattet ist, und metallisch gegen den äußeren Einschraubkörper abdichtet.
Ebenso wird oft auf das o. g. kegelförmige Ende verzichtet und stattdessen eine kugelförmige Kontur zur Abdichtung verwendet, da diese universeller und unabhängiger von einer genau definierten Gegenkontur einsetzbar ist.
Für die Anzugsmomente gelten die Herstellerangaben, welche den o. g. ähnlich sind.